# Équipe d'Égypte masculine de volley-ball
Cet article traite de l'équipe masculine. Pour l'équipe féminine, voir Équipe d'Égypte féminine de volley-ball.

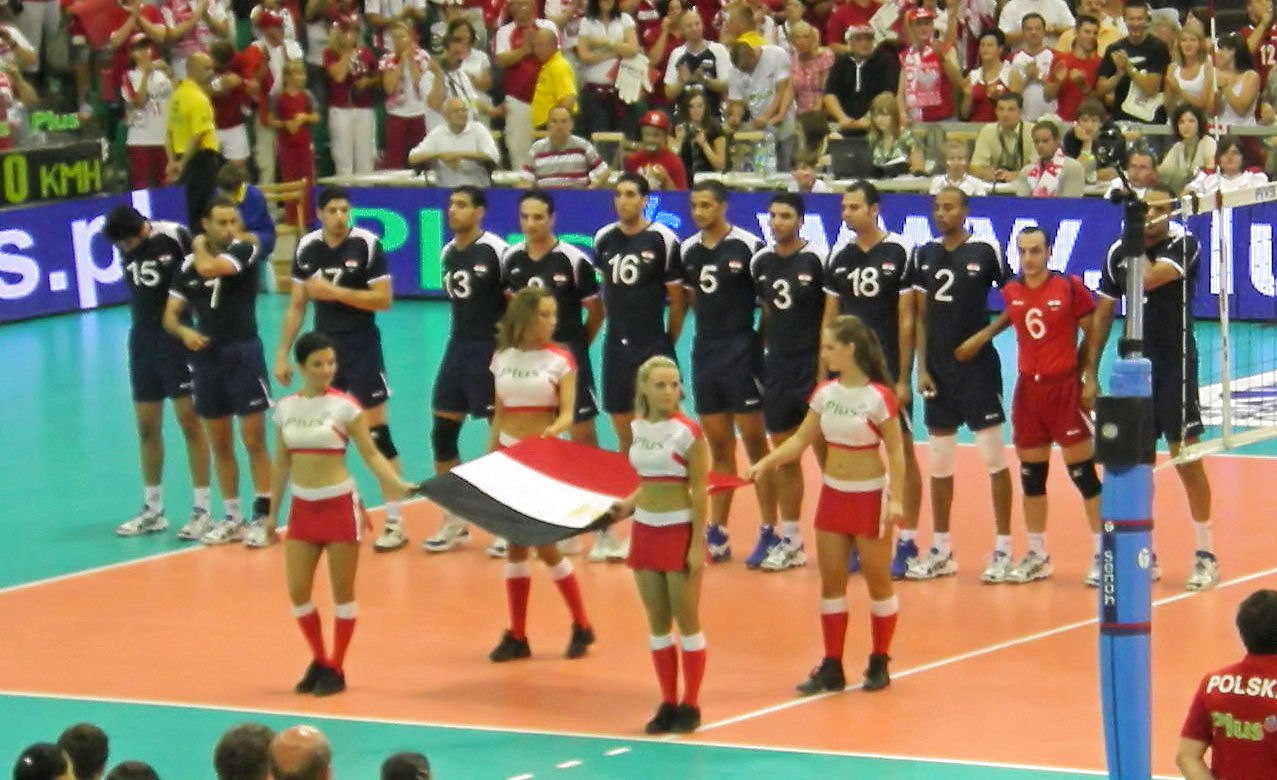
Équipe d'Égypte de volley-ball, Poznań 2008.

L'équipe d'Égypte de volley-ball est composée des meilleurs joueurs égyptiens sélectionnés par la Fédération Égyptienne de Volleyball (Egyptian Volleyball Federation, FEVB). Elle figure au 13e rang dans le classement de la Fédération internationale de volley-ball au 1er octobre 2018. Elle présente un des meilleurs palmarès d'Afrique avec 8 victoires au championnat continental et 5 victoires aux Jeux africains.

## Sélectionneur
- 2009-2010 :  Antonio Giacobbe
- 2015 :  Flavio Gulinelli

## Sélection actuelle
Sélection pour la Ligue mondiale 2010.
Entraîneur : Antonio Gacobi  ; entraîneur-adjoint : Sherif Elshemerly 

## Palmarès et parcours

### Palmarès
Championnat d'Afrique (8)
- Vainqueur : 1976, 1983, 2005, 2007, 2009, 2011, 2013, 2015
- Finaliste : 1971, 1991, 1995, 1999, 2003, 2017
- Troisième : 1989, 1993
- Quatrième : 1987

Jeux africains
- : 1965, 1973, 1995, 2003, 2007
- : 1991
- : 1999, 2015

Jeux méditerranéens
- : 2005

### Parcours

#### Jeux olympiques
| - 1964 : non qualifié - 1968 : non qualifié - 1972 : non qualifié - 1976 : forfait - 1980 : non qualifié - 1984 : 10e | - 1988 : non qualifié - 1992 : non qualifié - 1996 : non qualifié - 2000 : 11e - 2004 : non qualifié - 2008 : 11e | - 2012 : non qualifié - 2016 : 9e |

#### Championnats du monde
| - 1949 : non qualifié - 1952 : non qualifié - 1956 : non qualifié - 1960 : non qualifié - 1962 : non qualifié - 1966 : non qualifié - 1970 : non qualifié - 1974 : 16e | - 1978 : 23e - 1982 : non qualifié - 1986 : 14e - 1990 : non qualifié - 1994 : non qualifié - 1998 : 20e - 2002 : 19e - 2006 : 21e | - 2010 : 13e - 2014 : 21e - 2018 : 20e |

#### Ligue mondiale
| - 1990 : non participant - 1991 : non participant - 1992 : non participant - 1993 : non participant - 1994 : non participant - 1995 : non participant - 1996 : non participant - 1997 : non participant - 1998 : non participant - 1999 : non participant | - 2000 : non participant - 2001 : non participant - 2002 : non participant - 2003 : non participant - 2004 : non participant - 2005 : non participant - 2006 : 13e - 2007 : 13e - 2008 : non qualifié - 2009 : 13e | - 2010 : 14e - 2011 : Forfait - 2012 : non participant - 2013 : non participant - 2014 : non participant - 2015 : 21e - 2016 : 20e - 2017 : 24e |

#### Coupe du monde
| - 1965 : non participant - 1969 : non participant - 1977 : 11e - 1981 : non participant - 1985 : 8e | - 1989 : non participant - 1991 : non participant - 1995 : 11e - 1999 : non participant - 2003 : 12e | - 2007 : 10e - 2011 : 12e - 2015 : 10e |

#### World Grand Champions Cup
| - 1993 : non participant - 1997 : non participant - 2001 : non participant - 2005 : 5e - 2009 : 6e | - 2013 : non participant - 2017 : non participant |

#### Championnat d'Afrique
| - 1967 : non participant - 1971 : Finaliste - 1976 : Vainqueur - 1979 : non participant - 1983 : Vainqueur - 1987 : 4e - 1989 : 3e - 1991 : Finaliste | - 1993 : 3e - 1995 : Finaliste - 1997 : 5e - 1999 : Finaliste - 2001 : non participant - 2003 : Finaliste - 2005 : Vainqueur - 2007 : Vainqueur | - 2009 : Vainqueur - 2011 : Vainqueur - 2013 : Vainqueur - 2015 : Vainqueur - 2017 : Finaliste |

#### Jeux africains
| - 1965 : non participant - 1973 : non participant - 1978 : non participant - 1987 : 7e - 1991 : 6e - 1995 : 5e - 1999 : 5e | - 2003 : 7e - 2007 : 4e - 2011 : 3e - 2015 : non participant - 2019 : 3e - 2023 : Vainqueur |  |